# بوب غرين
بوب غرين (بالإنجليزية: Bob Green)‏ هو عالم طيور ومصور أسترالي، ولد في 1925، وتوفي في 29 أغسطس 2013.